# Iconha
Iconha is een gemeente in de Braziliaanse deelstaat Espírito Santo. De gemeente telt 11.901 inwoners (schatting 2009).

## Aangrenzende gemeenten
De gemeente grenst aan Piúma, Alfredo Chaves, Rio Novo do Sul en Anchieta.

## Verkeer en vervoer
De plaats ligt aan de noord-zuidlopende weg BR-101 tussen Touros en São José do Norte. Daarnaast ligt ze aan de weg ES-375.